# Kilič Arslan I.

Politická situace v Anatolii roku 1097, před první křížovou výpravou

Kilič Arslan I. (arabsky قلج أرسلان, v moderní turečtině I. Kılıç Arslan; v překladu Lví meč nebo Lví spár) (1079–1107) byl v letech 1092 až do své smrti roku 1107 rúmským sultánem. V době smrti svého otce Sulejmana I. byl ještě dítě, čehož využili Kilič Arslanovi poručníci, emírové i různí provinční místodržící k rozvrácení Sulejmanovy říše na nezávislá panství. Mladý Kilič Arslan jeden čas strávil i jako rukojmí na dvoře sultána Malikšáha. Po smrti Malikšáha roku 1092 musel Kilič Arslan původní říši svého otce dobývat zpět, což se mu po letech válek z velké části podařilo. Z mocného města Nikaia na hranicích s Byzancí učinil své sídelní město.

## Válka s křižáky

### První křížová výprava
Roku 1096 na turecké území přes Bospor začali proudit účastníci lidové křížové výpravy, kteří začali Kilič Arslanovu zemi drancovat. Během několika odvetných akcí se mu ale drtivou většinu křižáckých poutníků podařilo porazit a pozabíjet. Následně vyrazil na tažení na východ, aby dobyl arménské město Meliténé, na které si činil nárok také sousední turecký vládce Danišmend Moudrý. Kilič Arslan se utábořil na hranicích s Danišmendovým teritoriem. Na jaře 1097 ale začali ze západu přicházet poslové se zprávami o armádě z Evropy. která táhne na Kilič Arslanovo sídelní město Nikaia. Sultán o armádě křižáckých feudálů z Evropy sice věděl, ale jeho špioni z Konstantinopole mu přinášeli skeptické řecké mínění, že křižáci budou zcela jistě poraženi. Navíc po zkušenostech s křižáckými poutníky evropské rytíře velmi podcenil a jejich hrozbě nevěnoval pozornost. Poslové s žádostmi o pomoc ale přicházeli dál a Kilič Arslan nakonec byl nucen uzavřít s Danišmendem klid zbraní a spěchat Nikaii na pomoc.
Dobře vyzbrojená křižácká armáda oblehla Nikaiu. Kilič Arslanovi nezbývalo než pokusit se o průlom. 21. května 1097 proto zaútočil z jihu na linie hraběte Raimonda z Toulouse. Pokus však nevyšel, křižáci odolali a sultán byl donucen se navečer stáhnout do vnitrozemí. Podle Anny Komnenovny sultán obráncům města vzkázal:
| „         | Jednejte nadále tak, jak sami uznáte za vhodné | “ |
| — Alexias |                                                |   |

Tím své podřízené vyvázal ze závazku věrnosti. Křižáci a jejich byzantští spojenci nakonec město obsadili. Byzantincům padla do zajetí i jedna z Kilič Arslanových manželek, která byla s poctami odvedena do Konstantinopole a poté bez výkupného předána Kilič Arslanovým zástupcům. Sultán však nerezignoval a rozhodl se svést s křižáckými vojsky bitvu na otevřené planině. 1. července se napadl křižáckou skupinu vedenou normanským náčelníkem Bohemundem z Tarentu. Turečtí jízdní lučištníci kroužili kolem křižáků a svými luky si je drželi dále od těla. Rytíři však byly těžce vyzbrojení a díky svým pancířům byli vůči lukostřelcům velmi odolní. Bitva se tak dostala do patové situace. Čas ale pracoval pro křižáky a Kilič Arslan začal uvažovat o ústupu, tak to chodilo, když moment překvapení nevyšel. Navíc sultánovi bylo jasné, že válčí jen s částí křižáckých sil a když nakonec pozdě odpoledne dorazily Bohemundovi posily vedené hrabětem Raimondem z Toulouse a vévodou Godefroyem z Bouillonu, dal rozkaz k ústupu.

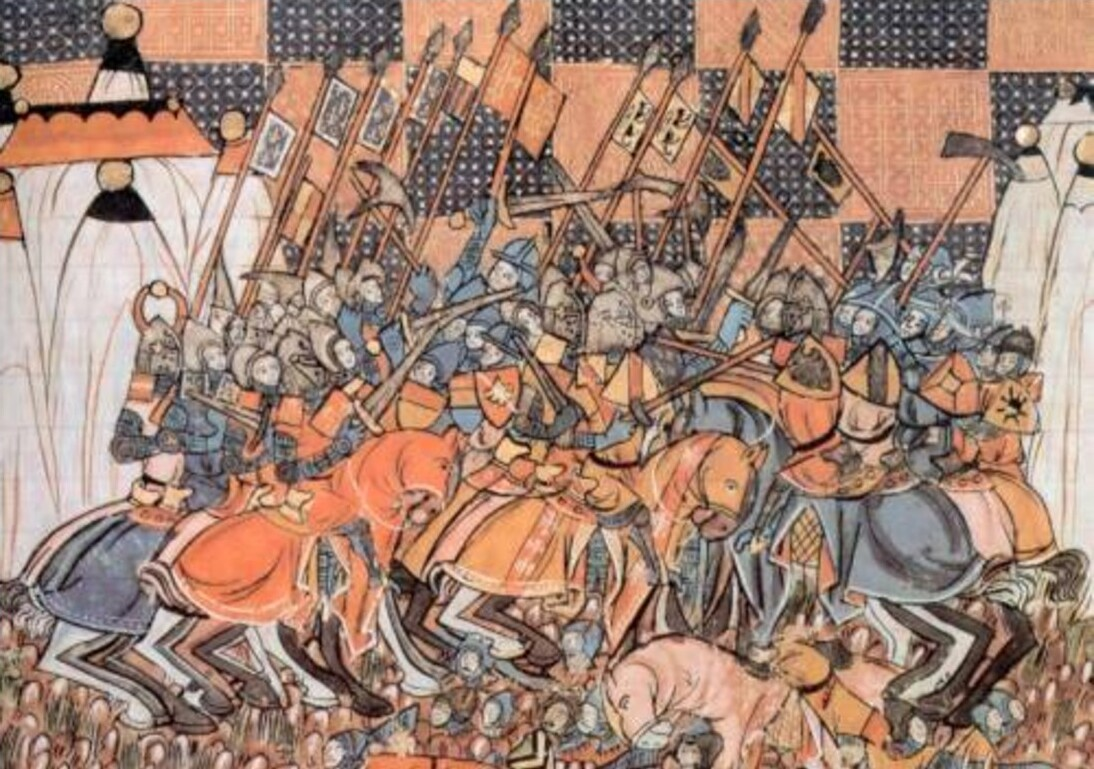
Bitva u Dorylaia, středověký iluminovaný rukopis

Kilič Arslan nepolevil a spojil se proti křižákům s Danišmendem Moudrým, který také v křižácích vycítil hrozbu. V září se křižáci s Kilič Arslanovými a Danišmendovými vojsky utkali znovu. Bohemund z Tarentu podnikl výpad na Kilič Arslanovu pozici a ten se raději dal na útěk. Celé vojsko pak následovalo příkladu svého sultána. Kilič Arslanovým novým sídelním městem se po ztrátě Nikaie stala Konya, Turky nazývaná Rúm, což dalo název celému Rúmskému sultanátu.

### Odražení pomocných křížových výprav
Roku 1101 se Danišmendovi Moudrému podařilo zajmout Bohemunda z Tarentu. Bohemund byl uvězněn v Kilič Arslanově pevnosti v Neoceaesareji na pobřeží Černého moře. Bohemundovi křižáčtí druhové, kteří byli usazeni v Palestině, ale i nové příchozí rytíři se rozhodli Bohemunda vysvobodit. Kilič Arslan se proti nim spojil s Danišmendem i Ridvánem z Aleppa. U města Amusia svedli křižáci s muslimy vyrovnanou bitvu, ale křižáci utrpěli velké ztráty a přes noc se jejich výprava rozpadla. Hrabě z Toulouse, který výpravě velel ustoupil do byzantských držav na černomořském pobřeží a ostatní příslušníci výpravy ho rychle následovali. Turci se pak z rozbité výpravy zaměřovali především na neozbrojené poutníky, kteří výpravu doprovázeli a které následně prodali do otroctví.
Později téhož roku porazil jinou křižáckou skupinu u města Heraclea Cybistra, která táhla posílit křižácké pozice v Sýrii. Toto vítězstvéí mělo pro Turky velkou morální hodnotu – ukázalo, že západní rytíři nejsou neporazitelní. Kilič Arslan se následně vrátil do Konye. O týden později porazil další křižáky vedené hrabětem Vilémem z Nevers, který se také pokoušel projít přes turecké území do Sýrie. Na jaře roku 1103 se Kilič Arslan s Danišmendem dohodl na propuštění Bohemunda za vysoké výkupné.

### Války s muslimy
Roku 1104 se Kilič Arslan znovu pustil do války s klanem Danišmendovců, kteří byli po smrti svého vůdce Danišmenda Moudrého oslabeni. Danišmendovci požadovali polovinu z peněz, které Kilič Arslan získal od křižáků za propuštění Bohemunda. Proti Kilič Arslanovi a Byzantincům se s Danišmendovci spojil i Bohemund z Tarentu a jeho Normané z Antiochie.
Po bojích s křižáky vytáhl sultán na východ, kde dobyl města Harran a Diyarbakır. Roku 1107 dobyl na atabegovi Jekermichovi Mosul. Nakonec byl ale poražen v bitvě u Mosulu emírem Džawalim al-Sakawu, vojevůdcem ve službách Muhammada Seldžuckého, podporovaného Ridvánem z Aleppa a ortokidskými Turky. Když Kilič Arslanovi Turci ustupovali z Mosulu, při přechodu řeky Chabur samotný sultán spadl do vody a utopil se.